# 安原伸
安原 伸（やすはら しん、1964年〈昭和39年〉 - 2020年〈令和2年〉3月22日）は、カメラ設計技術者。安原製作所創業者。自主映画監督としても知られる。兵庫県出身。神戸大学理学部卒業。

## 経歴
大学在学中に「特殊撮影研究同好会」を結成、8ミリ特撮映画を製作しした。卒業後は京セラで10年間カメラの設計に携わった。
1998年に個人営業のカメラメーカー・安原製作所を創業。
2004年2月に安原製作所の業務を一度終了。安原伸によると「カメラのデジタル化が急速に進んだため安原製作所の製造しているフィルムカメラが売れなくなった」とのことであった。業務終了の際、製品の保証・修理対応等を放棄したためユーザーから批判を受けた。その後2007年に、部品メーカーとして安原製作所の業務を再開している。
2020年3月22日に死去。享年56。

## 自主映画監督作品
ライトな特撮ギャクを主体としている。特に、右翼パロディの傾向が強い。安原製作所の創業以降は映像製作を休止中していたが、2006年には「ガンダーラ映画祭｣に異色のドキュメンタリー『二胡在新宿』を出品している。
- 『明治天皇宇宙の旅』（1988年）
  - 神戸大学特殊撮影研究同好会で製作した作品。明治天皇が乃木希典を連れて宇宙の旅に出るというストーリーである。内容の問題からテレビ放送されたことは一度も無いが、文化庁主催の第3回国民文化祭において、映像部門大賞を受賞している。
- 『ライダー神風』（1988年）
- 「大阪アートポリス構想オープニングフィルム」（1990年）
  - 1989年、「大阪アートポリス構想」発表イベントのオープニングフィルムとして発表された作品。映画監督を志す青年が、天使と名乗る丁稚の風貌の人物に連れられ、映画都市となった50年後の大阪市を見物して回る内容。
  - 翌年、CINEMAだいすき!フィルムフェスティバル‘90にてオリジナルの7分30秒を5分に再編集して放送され、13位にエントリーした。
- 『国防挺身隊』シリーズ（1991-1993年）
  - 安原の代表作であり、元々は、TBSの「三宅裕司のえびぞり巨匠天国」向けに製作された作品。
  - 旧日本陸軍の兵士の格好をした「国防挺身隊」と称する三人組が、様々な「国賊」と戦うストーリーである。出演者たちは安原の知り合いの旧軍マニアである。

- 『わたしのあしながおじさん』（1992年）
  - 南方の戦線から女学生に学資金を送りつづける日本軍兵士の物語。戦場から敗戦で荒廃した街の中で主人公が捨て子と出会うところから、物語が始まる。
  - 作品中に焼け跡となった街のシーンが出てくるが、当時撮影が終了したばかりの『まあだだよ』（1993年公開）の撤去される直前のセットに勝手に忍び込んで撮影されている。
  - ビジネスジャンプ・CINEMAだいすき映像大賞グランプリ、第4回ゆうばり国際ファンタスティック映画祭において、オフシアター部門の審査員特別賞を受賞している。
- 『ぼくのスカイライン』（1993年）
  - 日産自動車が当時の新型スカイライン発売にあたって企画した「スカイライン映像大賞」への応募作品。第5回ゆうばり国際ファンタスティック映画祭において、オフシアター部門の審査員特別賞を受賞している。
- 『伝えられたら』（1993年）
  - あるサラリーマンのモニター越しの人間関係を描いた作品。ビジネスジャンプ・CINEMAだいすき映像大賞準グランプリ、ビクター東京ビデオフェスティバル奨励賞を受賞している。
- 『はにわマン』（1994年）
  - 第6回ゆうばり国際ファンタスティック映画祭において、オフシアター部門のグランプリを獲得した作品。変身すると10の力が0になるという「はにわマン」の物語。

## DVD
- 日本の総て（2006年）[5][6]

「国防挺身隊」「明治天皇宇宙の旅」「ライダー神風」「わたしのあしながおじさん」「ぼくのスカイライン」「伝えられたら」「はにわマン」を収録。リージョンオール。安原自身による解説文も収録。

## 著書
- 安原伸『安原製作所回顧録』枻出版社。ISBN 4777909263。